# 布里扬松圣母村
布里扬松圣母村（法語：Notre-Dame-de-Briançon，法語發音：[nɔtʁə dam də bʁijɑ̃sɔ̃]）是法国萨瓦省的一个旧市镇。1972年，布里扬松圣母村与临近的5个市镇合并为市镇拉莱谢尔，布里扬松圣母村为其行政中心。

## 地理
布里扬松圣母村（45°31'53.13"N, 6°28'26.52"E）面积5.29 平方千米，位于法国奥弗涅-罗讷-阿尔卑斯大区萨瓦省，该省份为法国东部省份，历史上为薩伏依的一部分，北起上萨瓦省，西接伊泽尔省和安省，南部和东部与上阿尔卑斯省和意大利接壤。
布里扬松圣母村的时区为UTC+01:00、UTC+02:00（夏令时）。

## 行政
布里扬松圣母村的邮政编码为73260，INSEE市镇编码为73187。

## 人口
布里扬松圣母村于2018年1月1日时的人口数量为484人。